# 版纳大头蛙
版纳大头蛙（学名：Limnonectes bannaensis）一种分布于泰国、老挝、越南及中国南方等地区的两栖动物，隶属于叉舌蛙科大头蛙属。模式产地为中国云南省西双版纳州景洪市勐养镇。

## 形态特征
版纳大头蛙雄蛙体长68～88毫米，雌蛙体长56～67毫米。身体背面较光滑，一般呈黑灰色、暗绿色、灰棕色或红棕色等，疣粒上有黑斑纹；体侧及胯部有黄色花斑；身体腹面为浅肉色，咽喉部及手足腹面有许多棕黑色或棕色斑纹。